# Powiat Sessa
Sessa (wł. Circolo di Sessa) – powiat w Szwajcarii, w kantonie Ticino, w okręgu Lugano. Siedziba administracyjna powiatu znajduje się w miejscowości Tresa. 
Powiat składa się z trzech gmin (comune) o powierzchni 17,38 km² i o liczbie mieszkańców 4139.

## Gminy
| Nazwa gminy | Liczba mieszkańców 31 grudnia 2021 | Powierzchnia km² |
| ----------- | ---------------------------------- | ---------------- |
| Astano      | 296                                | 3,80             |
| Bedigliora  | 609                                | 2,54             |
| Tresa       | 3 140                              | 11,04            |

## Zmiany administracyjne
- 18 kwietnia 2021
  - utworzenie gminy Tresa z gmin Croglio, Monteggio, Sessa i gminy Ponte Tresa z powiatu Magliasina